# Psychic 5
Psychic 5 (サイキツク ファイブ) est un jeu vidéo de plates-formes développé par NMK (en) et édité par Jaleco, sorti en 1987 sur borne d'arcade.